# Sotto il sole di Roma
Sotto il sole di Roma è un film del 1948 diretto da Renato Castellani.
Considerato uno dei film più significativi del neorealismo cinematografico italiano, costituisce la prima parte della trilogia della povera gente, proseguita con È primavera... del 1950 e Due soldi di speranza del 1952.
Presentato in concorso alla Mostra del cinema di Venezia, vinse il Premio della Presidenza del Consiglio dei Ministri al miglior film italiano.
Costituisce il debutto nel cinema di Franco Brusati, nel ruolo di secondo assistente alla regia. In questo film Alberto Sordi interpreta un inconsueto ruolo drammatico e sinistro.

## Trama
Roma, periodo bellico. Ciro, diciassettenne, figlio di una guardia notturna, residenti presso la basilica di San Giovanni, passa le sue giornate oziando con gli amici del quartiere, con frequenti bagni alla marrana, caratteristico ruscello della campagna urbana. Presso il Colosseo vive un tale Geppa, così chiamato per la sua buffa capigliatura che ricorda quella di Mastro Geppetto, un povero ragazzo che si guadagna da vivere raccogliendo e rivendendo cicche di sigarette. Iris, coetanea e dirimpettaia di Ciro, ne è da sempre innamorata ma puntualmente respinta. Con l'arrivo delle truppe d'occupazione naziste dopo l'8 settembre, Ciro è costretto a nascondersi in casa di Iris, per evitare reclutamento forzato e deportazione. Un giorno giunge Geppa e Bruno che gli propongono di entrare nel commercio della "borsetta nera", parafrasando la celebre marcetta fascista. Ciro, Bruno e Geppa vagano per il Basso Lazio, spacciandosi per disertori inglesi (Geppa per indiano) onde ottenere del cibo dai locali, che diffidano nel darlo ai romani in fuga, finché non vengono smascherati dal turpe Fernando, ex commesso di un negozio di scarpe, ora nel giro della borsa nera. Un giorno Ciro e Geppa vengono arrestati dai nazisti mentre Bruno riesce a scamparla. Chiusi dentro una latrina di un palazzo di un borgo, adibito a comando delle truppe di occupazione, è in corso un bombardamento alleato, con il quale si crea una provvidenziale breccia, permettendo loro la fuga. Tornati a Roma, ancora sotto l'occupazione nazista, Ciro viene a conoscenza della morte di sua madre.
Giunge il giugno del 1944, con l'occupazione dagli Alleati. Fernando apre un dancing (locale da ballo), il Liberty Club, frequentato dagli stessi ragazzi. Ciro viene avvicinato da Tosca, moglie di Fernando e nasce una relazione. Tempo dopo Ciro, stanco della relazione, tenta di ricattare Tosca ma Iris con un piccolo stratagemma interviene costringendola ad affermare pubblicamente di essere stata lei a proporsi come amante.

Oscar Blando e Francesco Golisano in una scena del film

Ciro viene avvicinato da alcuni ladri di professione per organizzare un furto di pneumatici presso la Pirelli che è a ridosso della stazione ferroviaria Roma Tuscolana. Geppa tenta invano di dissuaderlo e quindi si appella ad Iris la quale si dichiara ormai disinteressata alla sorte del ragazzo. A Geppa non resta che cercare ed allertare il padre di Ciro, sorvegliante di pattuglia nella zona. Iris tuttavia, in realtà ancora innamorata di Ciro, lo trova per prima e lo convince a desistere ma nel frattempo sopraggiungono i complici. Il padre di Ciro tenta di arrestare i malviventi ma ne nasce una sparatoria nella quale resta ucciso. Con la perdita paterna, Ciro comprende che il periodo di spensieratezza giovanile è finito e deve assumersi le sue responsabilità.

## Produzione
Prodotto da Sandro Ghenzi per Universal Cine S.A., il film fu girato tutto in esterni mentre per gli interni furono usate ambientazioni reali, quasi tutte intorno al quartiere romano della basilica di San Giovanni, piazzale Appio, via Magna Grecia, via Corfinio, via Sannio, via Appia Nuova, via Emanuele Filiberto, via dello Stradone di San Giovanni, via Taranto e via Assisi, ovvero nei pressi della stazione di Roma Tuscolana e della storica fabbrica Pirelli.

### Neorealismo rosa
Con Sotto il cielo di Roma Renato Castellani dette origine a ciò che in seguito prenderà il nome di Neorealismo rosa. I film del Neorealismo rosa presentavano importanti problemi, in modo tale però da apparire meno gravi e meno difficili da risolvere rispetto a quelli messi in scena col classico canone dell'estetica neorealista, priva di enfasi sulle storie d'amore e sui personaggi romantici. Il Neorealismo rosa è considerato lo spartiacque tra il Neorealismo vero e proprio e la commedia all'italiana.

## Distribuzione
La pellicola uscì in prima nazionale il 2 ottobre 1948.

### Incassi
Incasso accertato sino a tutto il 31 dicembre 1952 £ 188.750.000.

## Riconoscimenti
- 1948 - Mostra internazionale d'arte cinematografica
  - Premio della Presidenza del Consiglio dei Ministri al miglior film italiano
- 1948 - Nastro d'argento
  - Premio speciale a Renato Castellani